# Ospino (municipalité)
Pour les articles homonymes, voir Ospino.
Ospino est l'une des quatorze municipalités de l'État de Portuguesa au Venezuela. Son chef-lieu est Ospino. En 2011, la population s'élève à 49 228 habitants.

## Géographie

### Subdivisions
La municipalité possède deux paroisses civiles et une parroquia capital, traduite ici par « capitale » (en italiques et suivie d'une astérisque) avec, chacune à sa tête, une capitale (entre parenthèses) :
- Aparición (La Aparición) ;
- Capitale Ospino * (Ospino) ;
- La Estación (La Estación).